# 日本化学物質辞書
日本化学物質辞書（にほんかがくぶっしつじしょ）は、独立行政法人（国立研究開発法人）科学技術振興機構が作成している有機化合物のデータベース。略称は日化辞（にっかじ）。ウェブ上で検索サービス「日化辞Web」により無料公開されていたが、2016年3月、「J-GLOBAL」に統合された。文字列検索および構造検索が可能で、文字列検索では名称、分子式、分子量、法規制番号、CAS登録番号などが検索できる。また外部リンクを通じて安全性・スペクトル等のデータを参照できる。